# Jönssonligan
Jönssonligan är en svensk komedifilmserie om en kriminell trio med samma namn. Jönssonligan är ursprungligen en svensk bearbetning av den danska originalidén Olsen-banden, men har distanserat sig från de ursprungliga danska filmerna i efterhand. Filmseriens musikaliska tema är skrivet av Ragnar Grippe.  

## Roller och handling
Ligan består av Charles-Ingvar "Sickan" Jönsson, Ragnar Vanheden och Dynamit-Harry, förutom i den första och andra filmen där sverigefinländaren Rocky är en del av ligan. I den sjätte, sjunde och åttonde filmen förekommer inte Sickan och de återstående två kumpanerna tar hjälp av olika tillfälliga bekantskaper som var och en för sig försöker fylla Sickans roll att planera kupperna.  
Gruppen gör noga planerade stötar i Stockholm, men även på Mallorca och i Polen. Ligan tar sig fram i Vanhedens risiga Chevrolet Impala av 1964 års modell. Målet för Jönssonligans kupper är ofta kassaskåp, andra säkerhetsförvaringar samt larmsystem som är tillverkade av en firma som heter Franz Jäger i Berlin, som Sickan är specialist på. Den skumme affärsmannen och ärkerivalen Jakob Morgan Rockefeller Wall-Enberg Jr. (Per Grundén) brukar också vara viktig i kupperna.
Några återkommande inslag är hur Sickan kläcker sin plan, ofta sker detta i fängelset eller efter en smäll i huvudet. Han säger då den klassiska repliken "Jag har en plan." Ett annat inslag är ofta filmernas slutgiltiga twist där huvuddelen av bytet försvinner – men oftast lyckas man rädda åtminstone en del av pengarna.
Andra återkommande roller är Harrys fästmö och senare fru Doris (Birgitta Andersson) och Wall-Enbergs chaufför och allt-i-allo Biffen Johansson (Weiron Holmberg).

## Förlaga

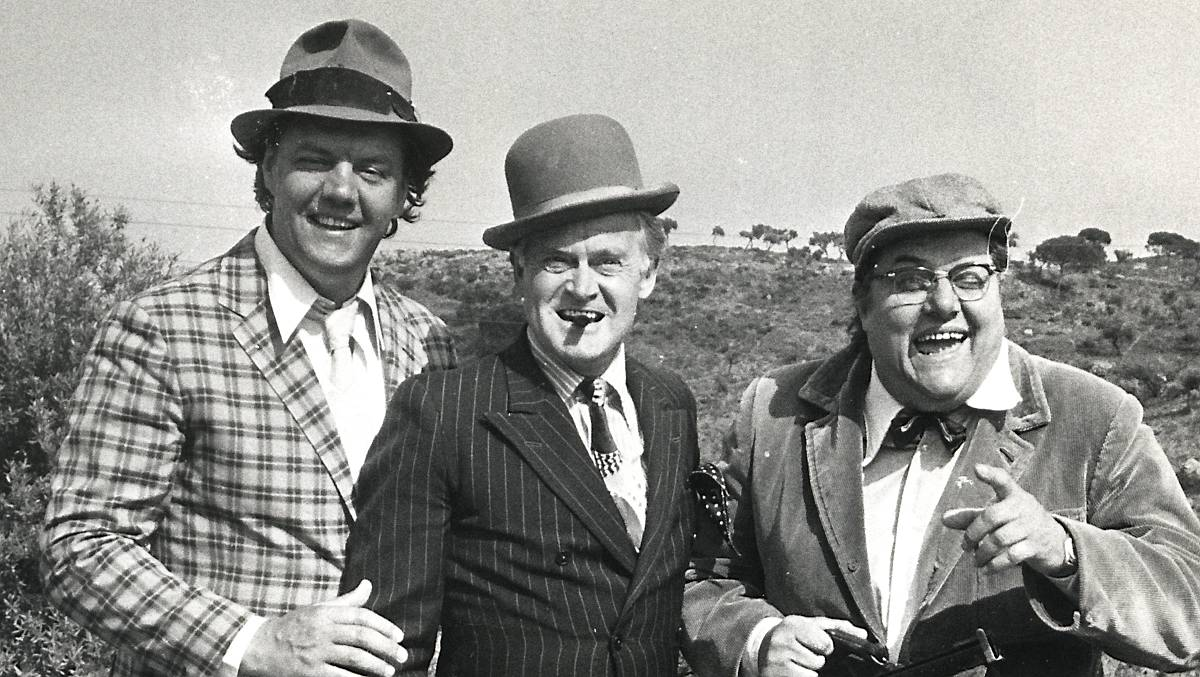
Rollfigurerna Benny Frandsen, Egon Olsen och Kjeld Jensen från förlagan Olsen-Banden

Manusen till de tre första filmerna kommer från de danska filmerna om Olsen-banden skrivna av Henning Bahs och Erik Balling. Den första filmen Varning för Jönssonligan är en svensk version av den danska filmen Olsen-bandens sidste bedrifter från 1974. Producenten Ingemar Ejve var den som nappade på idén om att göra en svensk version av Olsen-banden.
Den fjärde filmen, Jönssonligan dyker upp igen, är den första med ett svenskt originalmanus och bygger helt på en idé utarbetad av Rolf Börjlind i samarbete med huvudrollsinnehavaren Gösta Ekman och regissören Mikael Ekman.
Den danska filmserien finns för övrigt även i en norsk version med samma namn. Till exempel kom 1969 den danska filmen Olsen-banden på spanden som året efter gjordes i en norsk version, Olsenbanden och Dynamit-Harry. I Danmark spelade Ove Sprogøe ligaledaren Egon Olsen, i Norge Arve Opsahl. En skillnad mellan Jönssonligan-filmernas och de danska och norska Olsen-banden-filmernas persongalleri är att Dynamit-Harry är kusin till Vanheden i Jönssonligan, men bror till Benny Frandsen (Vanhedens motsvarighet) i Olsen-banden.

## Produktion

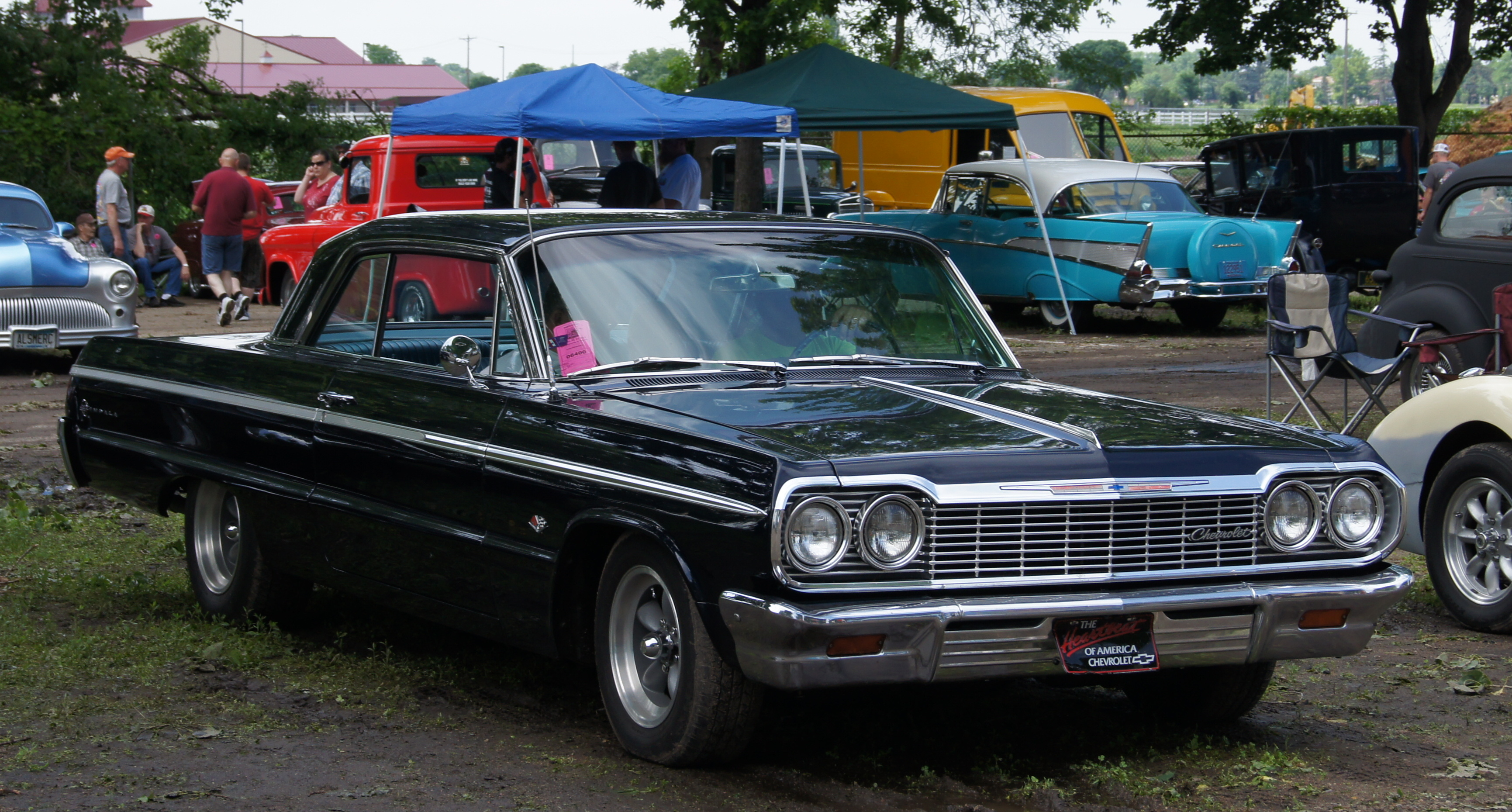
En Chevrolet Impala från 1964, tvådörrarsmodellen av den bil som Jönssonligans bil kör i fyrdörrarsutförande.

Den första filmen, Varning för Jönssonligan, hade biopremiär den 4 december 1981 med Charles-Ingvar "Sickan" Jönsson (Gösta Ekman), Ragnar Vanheden (Ulf Brunnberg) och den finlandssvenske Rocky (Nils Brandt) i huvudrollerna. I Jönssonligan & Dynamit-Harry, den andra filmen, introduceras Vanhedens kusin Dynamit-Harry (Björn Gustafson) som senare kom att ersätta Rocky i den tredje filmen Jönssonligan får guldfeber.
Inför Jönssonligan och den svarta diamanten (1992) valde Gösta Ekman att inte längre fortsätta som Sickan. I de senare Jönssonligan-filmerna har därför funktionen som ligaledare övertagits av nya roller, specifika för varje film, som också i de två första fallen har namn som blinkar åt historiska figurer på film och i litteratur. I Jönssonligan & den svarta diamanten spelar Peter Haber rollen som Doktor Max Adrian Busé. Filmen är till stor del en parodi på den tyska thrillern Dr. Mabuses testamente (1933) av Fritz Lang, där en psykolog (Dr. Baum) begår brott som hans patient (Dr. Mabuse) tänkt ut, därav även namnet på Habers rollfigur. I Jönssonligans största kupp är Busé tillbaka, dock i en liten roll. Chefsrollen innehas istället av Herman Melvin (Stellan Skarsgård). I den sista filmen med den ursprungliga ligan, Jönssonligan spelar högt, spelar Johan Ulveson rollen som Sickans yngre bror Sven-Ingvar "Sivan" Jönsson. Detta är även en roll som Ulvesons rollfigur (Samuel) i filmen Ogifta par – en film som skiljer sig föreslår till Gösta Ekman (som då spelar sig själv) att han kan spela om det skulle bli en ny film om Jönssonligan.

## Filmer
| Titel                               | Premiär           | Regissör             | Författare                                                   | Bygger på |
| Originalserien                      | Originalserien    | Originalserien       | Originalserien                                               | Originalserien |
| ----------------------------------- | ----------------- | -------------------- | ------------------------------------------------------------ | --- |
| Varning för Jönssonligan            | 4 december 1981   | Jonas Cornell        | Henning Bahs, Rolf Börjlind & Erik Balling                   | Olsen-bandens sidste bedrifter (1974)                                                                                           |
| Jönssonligan & Dynamit-Harry        | 17 september 1982 | Mikael Ekman         | Henning Bahs, Erik Balling, William Aldridge & Sven Melander | Olsen-banden går amok (1973) |
| Jönssonligan får guldfeber          | 19 oktober 1984   | Mikael Ekman         | Rolf Börjlind                                                | Olsen-banden går i krig (1978) Olsen-bandens store kup (1972)                                                                   |
| Jönssonligan dyker upp igen         | 24 oktober 1986   | Mikael Ekman         | Rolf Börjlind, Gösta Ekman & Mikael Ekman                    | Svenskt originalmanus |
| Jönssonligan på Mallorca            | 3 november 1989   | Mikael Ekman         | Rolf Börjlind, Gösta Ekman & Mikael Ekman                    | Svenskt originalmanus |
| Jönssonligan & den svarta diamanten | 30 oktober 1992   | Hans Åke Gabrielsson | Hans Åke Gabrielsson & Rolf Börjlind                         | Svenskt originalmanus, men innehåller detaljer från: Olsen-banden (1968) & Dr. Mabuses testamente (1933)                        |
| Jönssonligans största kupp          | 3 februari 1995   | Hans Åke Gabrielsson | Stig Boqvist, Hans Åke Gabrielsson & Calle Norlén            | Svenskt originalmanus, men innehåller detaljer från: Olsen-banden deruda' (1977) & Olsen-bandens flugt over plankeværket (1981) |
| Jönssonligan spelar högt            | 25 december 2000  | Thomas Ryberger      | Björn Gustafson                                              | Svenskt originalmanus, men innehåller detaljer från: Olsen-banden ser rødt (1976) & Gudfadern (1972)                            |
| Reboot 2015                         |                   |                      |                                                              | |
| Jönssonligan – Den perfekta stöten  | 16 januari 2015   | Alain Darborg        | Piotr Marciniak & Alain Darborg                              | Svenskt originalmanus |
| Reboot 2020                         |                   |                      |                                                              | |
| Se upp för Jönssonligan             | 25 december 2020  | Tomas Alfredson      | Henrik Dorsin, Tomas Alfredson & Rikard Ulvshammar           | Svenskt originalmanus |
| Reboot 2024                         |                   |                      |                                                              | |
| Jönssonligan kommer tillbaka        | 6 december 2024   | Eddie Åhgren         | Per Gavatin                                                  | Svenskt originalmanus |
| Jönssonligan & Wall Enberg          | December 2026     | Eddie Åhgren         | Per Gavatin och Tapio Leopold                                | Svenskt originalmanus |

### Lilla Jönssonligan
Den 9 september 2011 rapporterade nyhetsmedier på internet att produktionsbolaget Tre Vänner nyligen hade säkrat rättigheterna till tre nya filmer om Jönssonligan. Dessa filmer ska bli filmer som utspelar sig innan de klassiska filmerna. De nya Jönssonligan-filmerna ska visa hur ligan träffades och de gamla skådespelarna kommer att bytas ut mot nya, yngre skådespelare. Huvudpersonerna bor då i Wall-Entuna. 

### Reboot-filmer
Den 26 september 2013 avslöjades projektet med både titel, regissör och skådespelare. Filmen hade premiär i januari 2015 med titeln Jönssonligan – Den perfekta stöten och regisserades av Alain Darborg, samt producerades av Snabba Cash-producenten Fredrik Wikström Nicastro. I filmen görs för första gången de vuxna ligamedlemmarna av andra skådespelare än i originalfilmerna. Huvudrollerna spelas av Simon J. Berger (Charles), Alexander Karim (Vanheden), Torkel Petersson (Dynamit-Harry) och Susanne Thorson (Rocky). Filmen skiljer sig mycket från de tidigare med en råare gangsterjargong och är inte lika lekfull i planeringen av kupperna. 
Den 25 december 2020 hade en ny filmatisering, Se upp för Jönssonligan, premiär på filmkanalen C More i regi av Tomas Alfredson med Henrik Dorsin som Sickan, Anders "Ankan" Johansson som Vanheden, David Sundin som Harry och Hedda Stiernstedt som Doris. Filmen fick ett svalt mottagande av publik och recensenter.
Ytterligare en reboot hade premiär 6 december 2024 - Jönssonligan kommer tillbaka. Huvudrollerna spelas av Robert Gustafsson (Sickan), Jonas Karlsson (Vanheden), Anders Jansson (Harry) och Jennie Silfverhjelm (Doris). Den här gången slog det an bättre med 245 000 biobesökare, och den 14 april 2025 gick SF Studios och FLX ut med att en uppföljare med samma skådespelare, Jönssonligan & Wall Enberg ska spelas in i maj-juni 2025 och ha biopremiär i december 2026.

### Oavslutade projekt
Det fanns planer om att fortsätta originalfilmserien, men dessa blev aldrig verklighet. Ulf Brunnberg sade år 2011 att han och Björn Gustafson skulle vilja göra några filmer till, men Brunnbergs krav var då att Gösta Ekman skulle vara med. Brunnberg berättade att han har försökt att övertala Ekman utan att lyckas. Eftersom Ekman vid den tidpunkten redan hade bestämt sig för att inte jobba längre, trodde inte Brunnberg att det skulle bli några fler filmer.
Det gjordes ett försök att göra en animerad Jönssonligan-film, med inblandning av serieskaparen Per Demervall som legat bakom de tecknade serierna med ligan. En kort testfilm gjordes av den estniska studion Eesti Jonisfilm i samproduktion med Nordisk Tonefilm, och ett manusutkast skrevs av Leif Krantz, men projektet lades ner när det inte fick någon finansiär.

## I andra medier

### Serieversioner och datorspel
Serieskaparen Per Demervall har gjort serier om Jönssonligan, som har både getts ut som egna seriealbum och publicerats som biserie i tidningen 91:an.
- Jönssonligan – Tajmat och klart, Atlantic förlag, 1993
- Jönssonligan – Smutsiga affärer, 1995[23]

- Jönssonligan – På fri fot, Atlantic förlag, 1998

Manusen till några planerade men opublicerade seriealbum omarbetades till handling i datorspelen Jönssonligan: Jakten på Mjölner och Jönssonligan går på djupet som också utvecklades av Demervall.

## Eftermäle
Bilen som användes i filmerna, en svart 1964 Chevrolet Impala, fanns i november 2018 bevarad i ett privat museum tillsammans med två lådbilar från Lilla Jönssonligan samt annan rekvisita från Jönssonligan-filmerna.
I samband med den första Jönssonligan-filmens 40-årsjubileum producerade FLX en 45 minuter lång dokumentär om filmerna under namnet Lysande Jönssonligan – 40 år. Dokumentären släpptes på TV4 och C More den 26 december 2021. 2024 utkom boken Jönssonligan - Kupper, Krut och Gemenskap, skriven av Linus Kuhlin.